# Dietmar Eckert
Dietmar Eckert (* 13. November 1913 in Posen; † 2002) war ein deutscher Offizier, zuletzt Brigadegeneral der Bundeswehr. Er war unter anderem Kommandeur der Heeresoffizierschule II in Hamburg.

## Leben
Beförderungen
- 1934 Leutnant
- 1937 Oberleutnant
- 1940 Hauptmann
- 1942 Major
- 1944 Oberstleutnant
- 1960 Oberst
- 1964 Brigadegeneral

### Reichswehr
Eckert trat im April 1932 als Offizieranwärter in das Infanterieregiment 16 der Reichswehr in Osnabrück ein. 1933 wurde er Gruppenführer in Bremen. Von 1933 bis 1935 absolvierte er den Fahnenjunker- und Fähnrichlehrgang an der Infanterieschule der Reichswehr in Dresden.
1934/35 war er Zugführer im 8./(MG)Infanterieregiment 37 in Osnabrück.

### Wehrmacht
Danach war er Adjutant in Osnabrück und Mülheim an der Ruhr (Infanterieregiment 39). 1938/39 war er Kompaniechef in Mülheim an der Ruhr und legte die Kriegsakademieprüfung ab. 1939/40 war er Lehroffizier an der Infanterieschule in Döberitz. 1940 wurde er erneut Adjutant im Infanterieregiment 39. 1940/41 war er beim Waffenkommando des 6./Artillerieregiments 78 stationiert. 1941 absolvierte er den 4. Generalstabslehrgang an der Kriegsakademie in Berlin. Danach war er Dritter Generalstabsoffizier (Ic) beim XXXXII. (42.) Armeekorps und Führer deutsches Verbindungskommando beim VI. rumänischen Korps.
Es folgte eine Verwendung als Zweiter Generalstabsoffizier (Ib) bei der 132. Infanteriedivision. 1942/43 war er Quartiermeister beim II. Armeekorps. 1943 wurde er Erster Generalstabsoffizier (Ia) ebendort. 1943/44 war er Ia und Quartiermeister beim Generalkommando zur besonderen Verwendung Tiemann. 1944 war er Ia der 16. Luftwaffen-Felddivision. 1944/45 war er Ia der 121. Infanteriedivision. Im Mai 1945 geriet er in sowjetische Kriegsgefangenschaft, in der er bis 1955 verblieb.
Im Zweiten Weltkrieg erhielt er das Eiserne Kreuz I. Klasse. 1965 wurde er im Braunbuch der DDR als „abgeurteilter Kriegsverbrecher“ aufgeführt.

### Bundeswehr
1956 trat Eckert in die Bundeswehr ein und wurde Chef des Stabes Aufstellungsstab Nord in Hannover. Von 1957 bis 1959 war er G3 im Wehrbereich II in Hannover und von 1959 bis 1963 im Truppenamt in Köln.
Von 1963 bis 1965 war er Kommandeur der Heeresoffizierschule II in Hamburg. 1965 wurde er stellvertretender Kommandeur der 10. Panzerdivision in Sigmaringen und 1966 der 7. Panzergrenadierdivision in Unna. 1968/69 war er zur besonderen Verwendung an der Führungsakademie der Bundeswehr in Hamburg. Im März 1969 wurde er auf eigenen Wunsch hin pensioniert.